# جان ال سالیوان
جان سالیوان (انگلیسی: John L. Sullivan; ۱۵ اکتبر ۱۸۵۸ – ۲ فوریهٔ ۱۹۱۸) یک ورزشکار اهل ایالات متحده آمریکا بود.
جان لارنس سالیوان مختصراً به «جان ال» در میان تحسین کنندگانش شناخته می‌شد و لقب «پسر قوی بوستون» را مطبوعات به او داده بودند، او بوکسور ایرلندی-آمریکایی بود که به عنوان اولین قهرمان نسل اول سنگین‌وزن شناخته می‌شد. او اولین فوق ستاره بوکس و یکی از پردرآمدترین ورزشکاران دوران خود در جهان است.